# Senelec
Senelec (фр. Société nationale d'électricité du Sénégal) — национальная электроэнергетическая компания Сенегала.

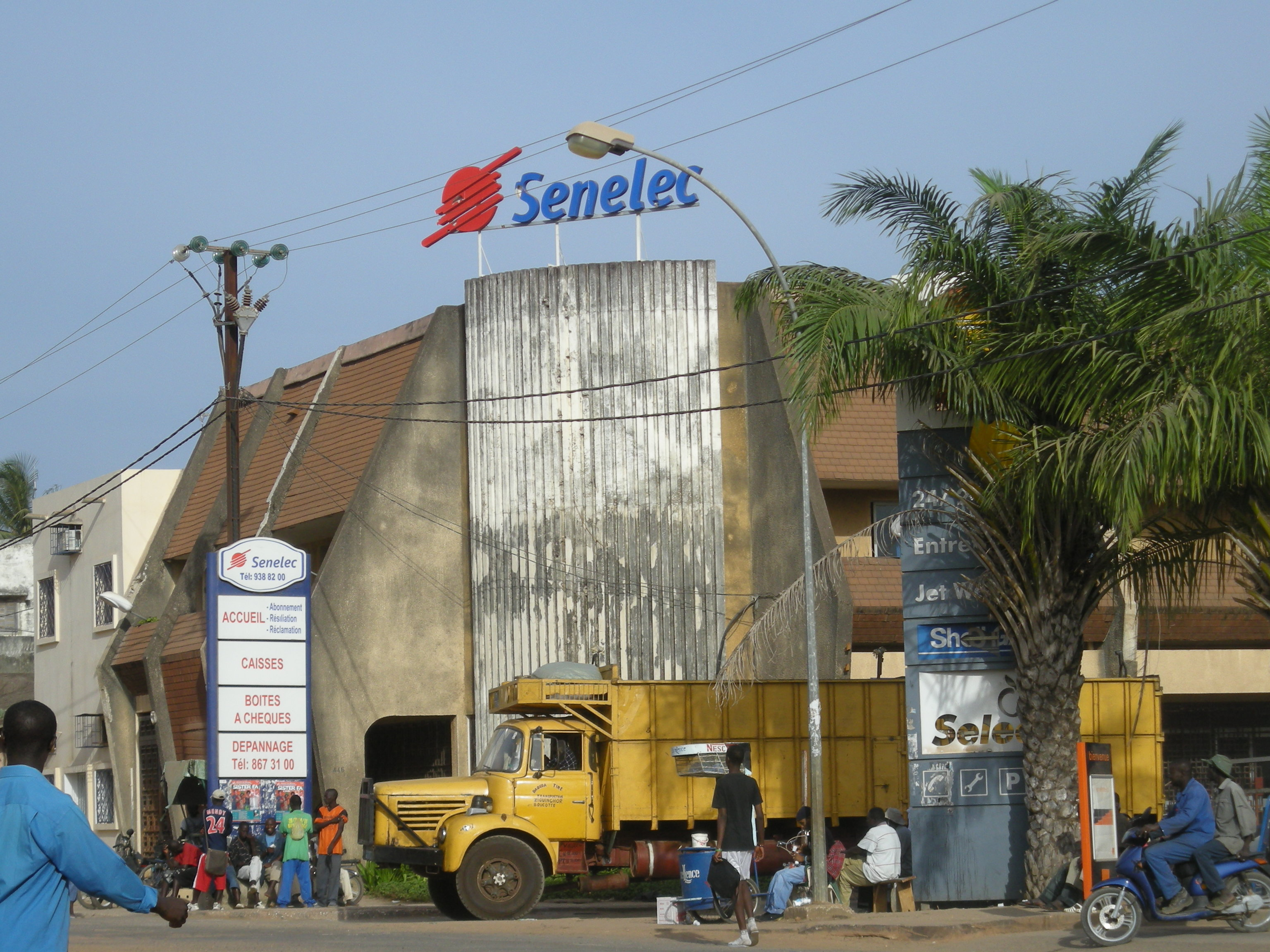
Отделение Senelec в Зигиншоре, Казаманс.

## История
Senelec была основана в 1983 году после национализации и слияния Électricité du Sénégal и Société sénégalaise de distribution d'électricité. В 1998 году, Агентство по электрификации сельской местности и Бюро регуляции электроснабжения отделились от Senelec и компания была приватизирована. В 1999 году, консорциум из Идро-Кебек и SUEZ приобрёл 34 процента акций Senelec. Сделка была аннулирована президентом Вадом Абдулае в марте 2000 года, и Идро-Кебек и SUEZ ушли из Сенегала в январе 2001 года.
Компания представляет Сенегал в Западно-Африканском Энергетическом Бассейне.

## Операции
Senelec имеет производственную ёмкость в 632 МВ, 90 из которых производятся на Манантальской ГЭС в Мали, однако, реальное производство электроэнергии составляет лишь 519.4 МВ из-за износа и устаревания оборудования. В компании работает 2,500 человек, при этом она обслуживает 645 000 потребителей.
В 2006 Senelec получил в качестве субсидий 88 миллиардов франков КФА (185 миллионов долларов США) что примерно равно 1,5 % ВВП Сенегала.
В 35 км к юго-востоку от Дакара, в Сэнду, Senelec планирует строительство угольной ТЭЦ на 115 МВ.